# Kalinkovo
Kalinkovo este o comună din Slovacia aflatâ în districtul Senec, regiunea Bratislava. Localitatea se află la altitudinea de 129 m deasupra n.m., se întinde pe o suprafață de 12,91 km2 și în 2017 număra 1.319 locuitori.

## Istoric
Kalinkovo este atestată documentar din 1258.

## Demografie
| An:                | 1994 | 2004    | 2014    | 2024    |
| ------------------ | ---- | ------- | ------- | ------- |
| Număr de persoane: | 849  | 957     | 1278    | 1564    |
| Diferență:         |      | +12,72% | +33,54% | +22,37% |

| An:                | 2023 | 2024   |
| ------------------ | ---- | ------ |
| Număr de persoane: | 1530 | 1564   |
| Diferență:         |      | +2,22% |